# Anders Spinnars
Anders Spinnars, född 21 juli 1983, är en svensk bandyspelare som spelar i moderklubben Bollnäs GoIF/BF. Anders Spinnars har i Bollnäs nummer 18 på sin matchtröja.
Även hans äldre bror, Fredrik Spinnars, har tidigare spelat i Bollnäs GoIF/BF.
Han har även fått känna på landslagsspel för Sverige säsongen 2005/2006. 